# Embuscade de Dounkoun
Insurrection djihadiste au Burkina Faso
Batailles
- Samorogouan
- Intangom
- Nassoumbou
- Ariel
- 1re Inata
- Loroni
- Gorom-Gorom
- Koutougou
- Arbinda
- Hallalé
- Markoye
- Dounkoun
- Boukouma
- 2e Inata
- Titao
- Opération Laabingol
- Namissiguima
- Madjoari
- Bourzanga
- Seytenga
- Gaskindé
- Tin-Ediar
- Tin-Akoff
- Aoréma
- Ougarou
- Namsiguia
- Noaka
- Koumbri
- Djibo
- Tawori
- Mansila
- Nassougou

Massacres
- Yirgou
- Solhan
- Karma
- Komsilga, Nodin et Soroe
- Bibgou et Soualimou
- Barsalogho

Attentats
- 1er Ouagadougou
- 2e Ouagadougou
- 3e Ouagadougou

L'embuscade de Dounkoun a lieu le 8 août 2021, pendant l'Insurrection djihadiste au Burkina Faso.

## Déroulement
Le 8 août 2021, vers 15 heures, une escorte d'éléments de l'armée de terre burkinabée et du Groupe d'action rapide de surveillance et d'intervention (Garsi) tombent dans une embuscade à la hauteur du village de Dounkoun, dans la commune de Toéni, dans la région de la Boucle du Mouhoun. Des véhicules sont détruits ou emportés.
L'embuscade aurait été menée en représailles à la mort de deux chefs du Groupe de soutien à l'islam et aux musulmans, Sidibé Ousmane, dit Mouslim, et son formateur spirituel Bandé Amadou, qui avaient été tués la veille par une unité spéciale de l'armée entre Diamasso et Bouni, dans la province de Kossi.

## Pertes
Le lendemain du combat, un communiqué du ministre de la Communication, Ousséni Tamboura, fait état de la mort de 12 militaires et indique que huit autres ont été blessés. Sept soldats sont portés disparus pendant quelques heures, mais ils sont retrouvés à l'aube.